# WCCR (AM)
WCCR (1260 AM) é uma estação de rádio comercial licenciada para Cleveland, Ohio, conhecida como "AM 1260 The Rock" e transmitindo um formato religioso de orientação católica. De propriedade da St. Peter the Rock Media, Inc., uma corporação sem fins lucrativos que solicitou o status de isenção de impostos 501(c)(3) junto ao Internal Revenue Service, a WCCR atende a região metropolitana de Cleveland como afiliada local da EWTN Radio. Os estúdios da WCCR estão localizados no subúrbio de Broadview Heights, em Cleveland, e o transmissor da estação reside na vizinha Brecksville.